# Callia marginata
Callia marginata là một loài bọ cánh cứng trong họ Cerambycidae.